# Sternarchorhynchus
Sternarchorhynchus es un género de peces de la familia Apteronotidae. Fue descrito por Francis de Laporte de Castelnau en 1855.

## Especies
- Sternarchorhynchus axelrodi de Santana y Vari, 2010
- Sternarchorhynchus britskii Campos-da-Paz, 2000
- Sternarchorhynchus caboclo de Santana y Nogueira, 2006
- Sternarchorhynchus chaoi de Santana y Vari, 2010
- Sternarchorhynchus cramptoni de Santana y Vari, 2010
- Sternarchorhynchus curumim de Santana y Crampton, 2006
- Sternarchorhynchus curvirostris (Boulenger, 1887)
- Sternarchorhynchus freemani de Santana y Vari, 2010
- Sternarchorhynchus galibi de Santana y Vari, 2010
- Sternarchorhynchus gnomus de Santana y Taphorn, 2006
- Sternarchorhynchus goeldii de Santana y Vari, 2010
- Sternarchorhynchus hagedornae de Santana y Vari, 2010
- Sternarchorhynchus higuchii de Santana y Vari, 2010
- Sternarchorhynchus inpai de Santana y Vari, 2010
- Sternarchorhynchus jaimei de Santana y Vari, 2010
- Sternarchorhynchus kokraimoro de Santana y Vari, 2010
- Sternarchorhynchus mareikeae de Santana y Vari, 2010
- Sternarchorhynchus marreroi de Santana y Vari, 2010
- Sternarchorhynchus mendesi de Santana y Vari, 2010
- Sternarchorhynchus mesensis Campos-da-Paz, 2000
- Sternarchorhynchus montanus de Santana y Vari, 2010
- Sternarchorhynchus mormyrus (Steindachner, 1868)
- Sternarchorhynchus oxyrhynchus (J. P. Müller y Troschel, 1849)
- Sternarchorhynchus retzeri de Santana y Vari, 2010
- Sternarchorhynchus roseni Mago-Leccia, 1994
- Sternarchorhynchus schwassmanni de Santana y Vari, 2010
- Sternarchorhynchus severii de Santana y Nogueira, 2006
- Sternarchorhynchus starksi de Santana y Vari, 2010
- Sternarchorhynchus stewarti de Santana y Vari, 2010
- Sternarchorhynchus taphorni de Santana y Vari, 2010
- Sternarchorhynchus villasboasi de Santana y Vari, 2010
- Sternarchorhynchus yepezi de Santana y Vari, 2010